# بوب كليمنس (لاعب كرة قدم أمريكية)
بوب كليمنس (بالإنجليزية: Bob Clemens)‏ هو لاعب كرة قدم أمريكية أمريكي، ولد في 3 أغسطس 1933 في سكوتسبورو في الولايات المتحدة.

## وصلات خارجية
- بوب كليمنس على موقع مرجع كرة القدم المحترفة.كوم (الإنجليزية)